# Garra rufa
Garra rufa là loài cá thuộc họ Cyprinidae. Chúng sống và sinh sản trong các hồ của một số hệ thống sông Thổ Nhĩ Kỳ và suối nước nóng. Hiện tại, chúng đã được tích hợp như một liệu pháp điều trị spa, nơi chúng ăn da của bệnh nhân bị bệnh vẩy nến. Trong khi điều trị, Garra rufa đã được chứng minh là làm giảm bớt các triệu chứng của bệnh vẩy nến, nhưng không có nghĩa là một cách điều trị bệnh. Việc sử dụng của cá như là một trị liệu spa rộng rãi cho công chúng vẫn được bàn cãi rộng rãi về tính hiệu quả và hiệu lực, như việc điều trị không thấy có hai tác động tích cực hay tiêu cực.

## Sự phổ biến

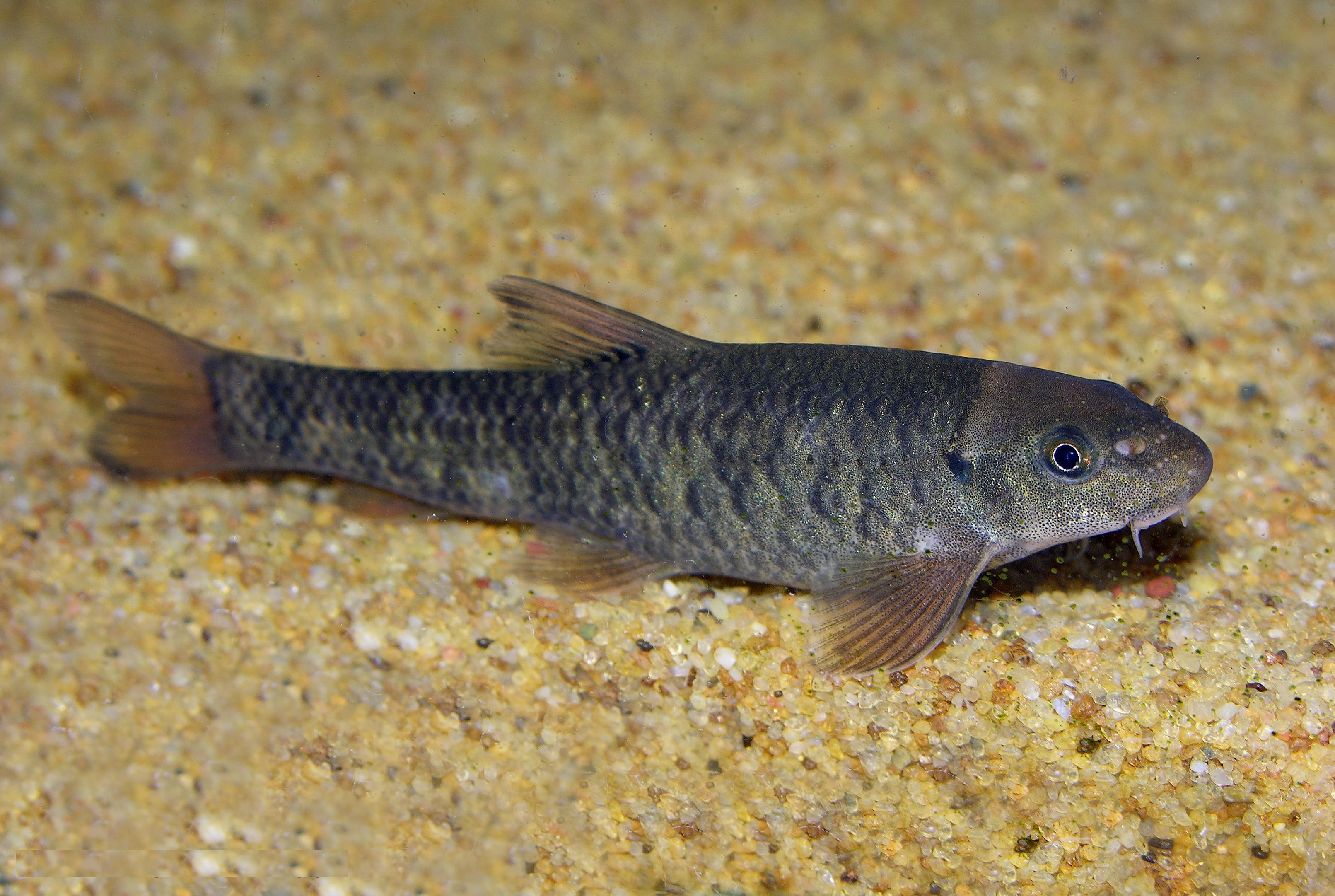

Garra rufa xuất hiện ở các lưu vực sông của miền Bắc và Trung Trung Đông, chủ yếu ở Thổ Nhĩ Kỳ, Syria, Iraq và Iran. Nó được bảo vệ một cách hợp pháp từ khai thác thương mại ở Thổ Nhĩ Kỳ do lo ngại khai thác để xuất khẩu quá độ. Garra Rufa có thể được giữ trong một bể cá tại nhà, trong khi không hoàn toàn là một "cá để bắt đầu", nó khá khỏe mạnh. Để điều trị các bệnh ngoài da, hồ mẫu không thích hợp cho hành vi da ăn thể hiện đầy đủ, những điều kiện cung cấp thực phẩm có phần khan hiếm và không thể đoán trước.

## Nghỉ dưỡng spa

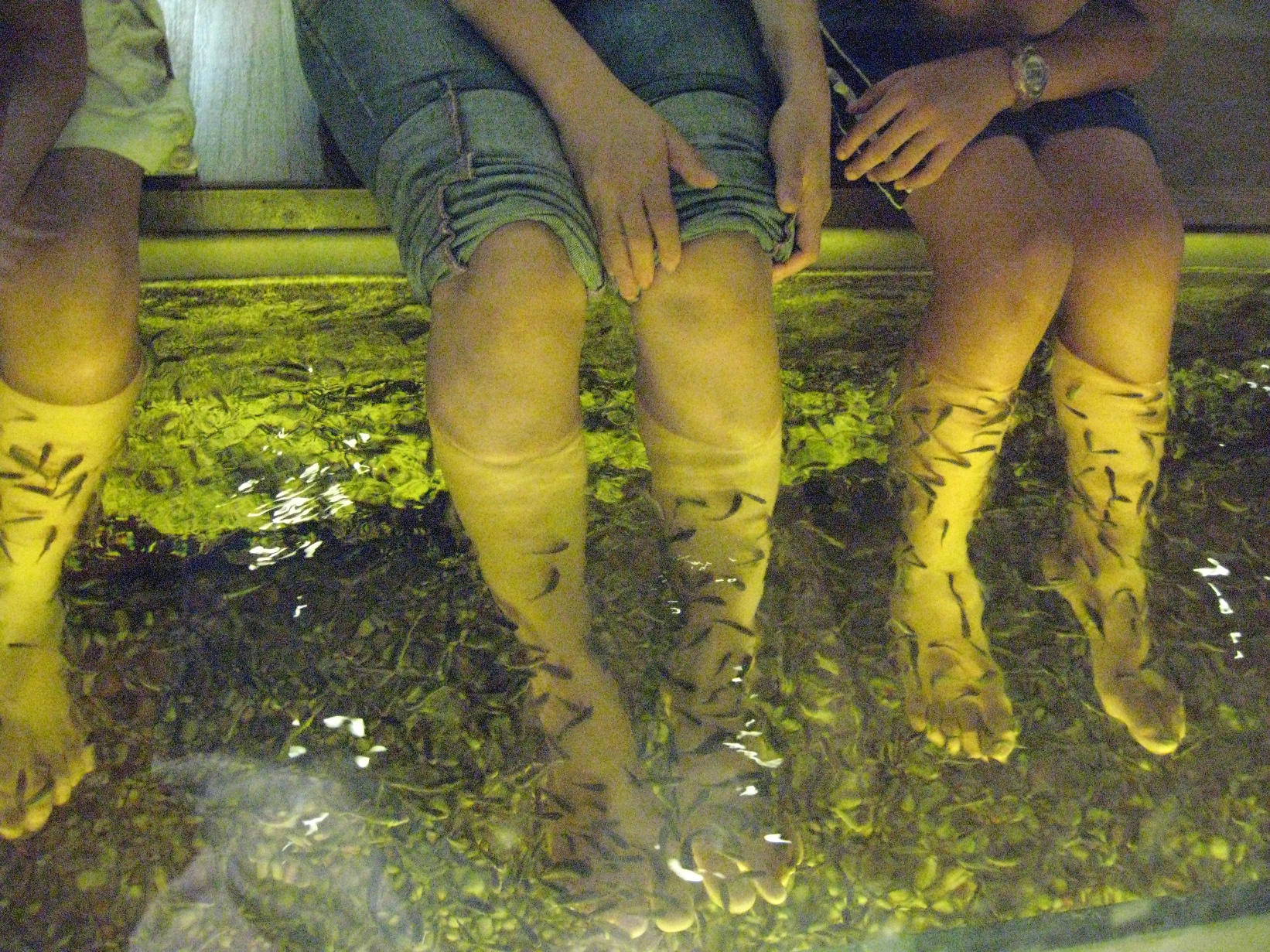
Some spas provide large fish ponds with thousands of doctor fish in them

Năm 2006, khu nghỉ dưỡng spa Garra rufa mở cửa tại Hakone, Nhật Bản, và Umag, Croatia, nơi cá được sử dụng để làm sạch da người tắm tại spa. Ngoài ra còn có spa tại khu nghỉ mát ở Trung Quốc, Bỉ, Hà Lan, Hàn Quốc, Singapore, Bosnia và Herzegovina, Hungary, Rhodes (Hy Lạp), Slovakia, Ấn Độ, Pakistan, Thái Lan, Campuchia, Indonesia, Malaysia, Philippines, Hồng Kông, Bucharest, Praha (Cộng hòa Séc) và Sibiu (România), Madrid và Barcelona (Tây Ban Nha), Israel, Pháp, Thụy Điển, Bahrain, và Trondheim (Na Uy). Năm 2008, Garra rufa được biết đến rộng rãi đầu tiên dịch vụ đã được mở cửa tại Hoa Kỳ tại Alexandria, Virginia, và sau đó ở Woodbridge, Virginia. Năm 2010, spa Anh đầu tiên được mở ở Sheffield.